# Mussaenda elliptica
Mussaenda elliptica är en måreväxtart som beskrevs av John Hutchinson. Mussaenda elliptica ingår i släktet Mussaenda och familjen måreväxter. Inga underarter finns listade i Catalogue of Life.